# Dread Central
Dread Central è un sito web statunitense fondato nel 2006 dedicato a notizie, interviste e recensioni  su opere di genere horror: film horror, fumetti, romanzi e giocattoli. Dread Central ha vinto quattro volte il Rondo Hatton Classic Horror Award come miglior sito web ed è stato selezionato come sito della settimana da AMC nel 2008.

## Storia
Dread Central è stato fondato il 4 luglio 2006. Quando un progetto per creare un canale televisivo via cavo a tema horror si arenò, il team web se ne andò e creò il proprio sito di notizie.

## DreadXP
DreadXP è stato creato nel 2019 dal fondatore di Dread Central Jon Condit e supervisionato dal caporedattore Ted Hentschke come sito web di videogiochi incentrato su editoriali, recensioni, podcast e contenuti originali in streaming. Nel 2020, DreadXP si è rivolta all'editoria di videogiochi con l'uscita di Dread X Collection, un'antologia di videogiochi horror creati da diversi sviluppatori indipendenti. All'inizio del 2024, è stato annunciato che Hunter Bond e Brian Clarke avrebbero assunto la direzione di DreadXP.